# Hiles (Contea di Forest, Wisconsin)
Hilbert è un comune degli Stati Uniti, situato in Wisconsin, nella Contea di Wood.